# Людвіг Штейн
Штейн Людвіг (Stein) — філософ, за походженням німець з Угорщини.
Народився в 1859 р.; вчився в 1877-80 рр.. в Берліні, переважно під керівництвом Целлера; читав лекції з філософії в Галле, потім в Цюриху; був професором в Берні.
Його головні праці: «Die Willensfreiheit» (Б., 1882); «Die Psychologie der Stoa» (1886); «Leibnitz und Spinoza» (1890); «Friedrich Nietzsches Weltanschauung und ihre Gefahren» (1893); «Die soziale Frage im Lichte der Philosophie»(1897г).

## Про соціалізм
У «Die soziale Frage im Lichte der Philosophie» (1897, російський переклад — «Соціальне питання з філософської точки зору. Лекції про суспільну філософії та її історія».-М.,1899).
У творі соціальний питання поставлене дуже широко, як в його історичному розвитку, так і в сучасній постановці; кількість і різноманітність матеріалу йде іноді на шкоду глибині його розробки.
Соціалізм, на думку Штейна, має в собі здорове зерно, але для того щоб вирішити своє завдання, він повинен отримати етично-релігійний напрям, тобто повинен «перейнятися релігійними (не в догматичному сенсі цього слова) елементами, повинен бути насичений моральними ідеями; він повинен зробитися етичним або він не буде існувати». Економічний матеріалізм застосуємо до більш ранніх періодів людської історії, але по мірі руху вперед людська думка розвивається і стає самостійною, тобто незалежним від економічних умов чинником історії.

## Про соціальні утопії
Людвіг Штейн стверджує, що утопії виникають в літературі тоді, коли в суспільних умовах вже назрів переворот; його ще не передчувають звичайні люди, але інстинктивно вгадують люди з більш тонкою організацією.
Утопія — це смутний вираз суспільної кризи. Поки існуючі умови задовольняють масу, нікому не приходить в голову вигадував фантастичний лад; якщо і з'являється така фантастична картина, то вона проходить зовсім непоміченою. Якщо, навпаки, в повітрі носиться гроза, невдоволення існуючим виражається голосно і відкрито, то всякий, навіть самий неймовірний проект нового устрою зустрічається з бурхливим схваленням.
Штейн ілюструє свою думку наступними прикладами: «Утопія» Мора з'явилася за рік до початку Лютерової агітації. Всі найближчі нащадки «Утопії» передують на дуже незначний термін якого-небудь важливого перевороту або принаймні важливою суспільно-політичній реформі.
Утопія Мореллі випередила на кілька років французьку революцію; Утопія Кабе була буревісником революції 1848 р.